# Острова Крозе
Острова Крозе́ (фр. Îles Crozet) — архипелаг в Индийском океане, входящий в состав Французских Южных и Антарктических Территорий.
Состоит из шести вулканических островов и небольшого количества окружающих их маленьких островков и скал. Расстояние от самого западного до самого восточного острова составляет более 100 километров.
Острова Крозе необитаемы. На острове Поссесьон расположена научная станция Альфред Фор с 20—30 работниками, названная в честь её первого руководителя. Другие острова иногда посещают научные экспедиции. Одновременно на островах находятся не более 50 членов научно-исследовательских экспедиций.

## История
Архипелаг был открыт 22 (или 23) января 1772 года французским капитаном Марком Жозефом Марионом-Дюфреном. 24 января французы высадились на острове Поссесьон и объявили острова собственностью Франции. По некоторым источникам, Марион-Дюфрен тогда же назвал архипелаг островами Крозе, по имени своего старшего помощника Жюля Крозе.
Джеймс Кук во время своего третьего кругосветного плавания назвал западную группу островов островами Мариона (англ. Marion Islands, а восточную — островами Крозе (англ. Crozet Islands). Впоследствии название острова Крозе закрепилось за всем архипелагом, а именем Мариона стали называть один из островов Принс-Эдуард.
В XIX веке и в начале XX века острова часто посещали китобои и охотники за тюленями.
В 1955 году Франция объявила острова частью своих Южных и Антарктических Территорий.

## Геология
Анализ магнитных аномалий морского дна около островов показал, что плато Крозе, благодаря которому острова поднялись выше уровня моря, образовалось около 50 миллионов лет назад. Острова имеют вулканическое происхождение; также были найдены залежи базальта, образовавшиеся как минимум 8,8 миллиона лет назад.

## Климат
Острова Крозе не покрыты ледниками, но климат влажный и ветреный. Количество осадков составляет около 2000 миллиметров в год, преимущественно в виде дождя. Более 100 дней в году среднедневная скорость ветра превышает 100 км/ч.
Температура воздуха колеблется от −5 °С зимой до +18 °C летом. Среднемесячные температуры — от +2 °С до +11 °C.

## Флора и фауна

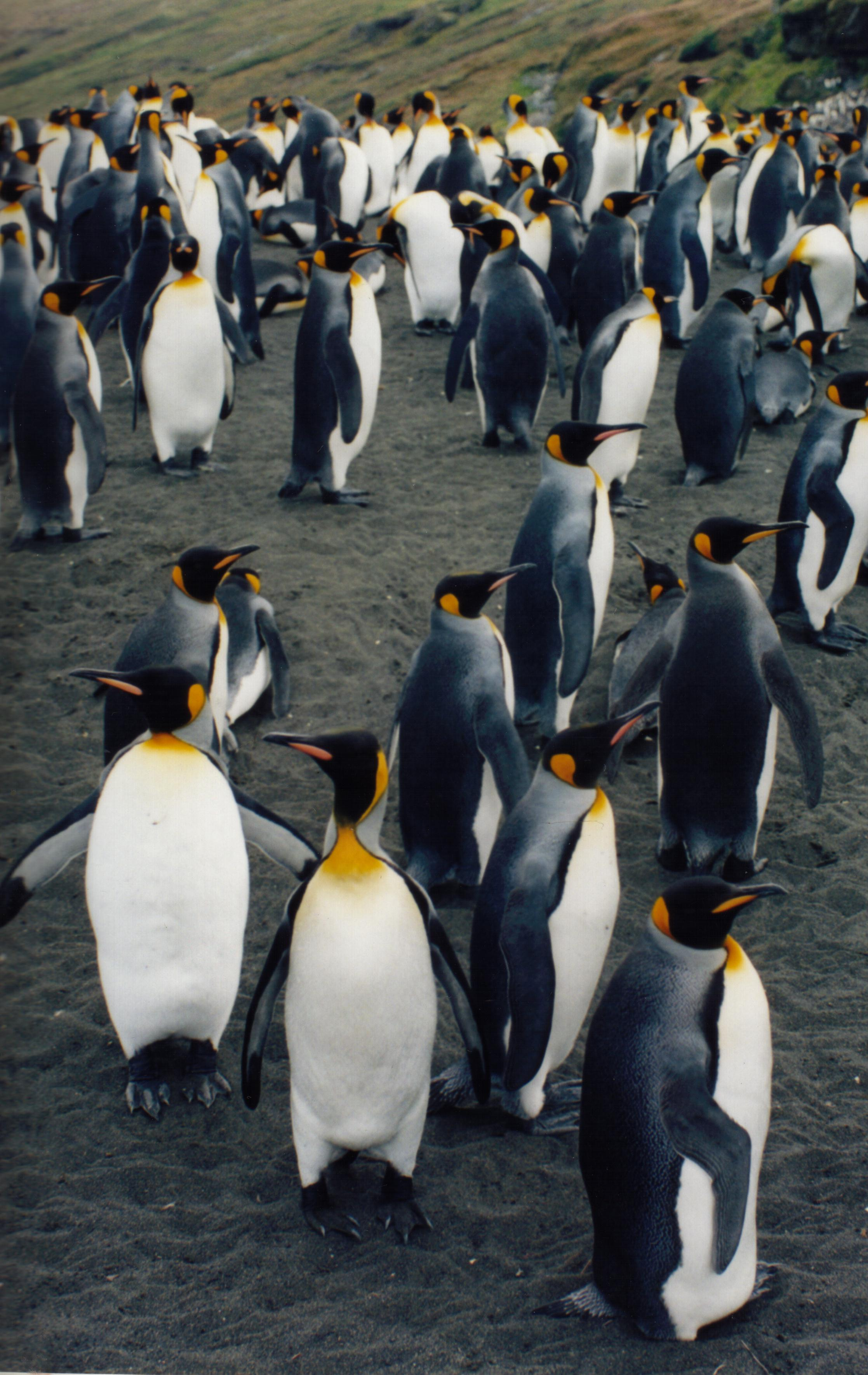
Королевские пингвины

На островах обитает большая популяция золотоволосых и королевских пингвинов. Другие виды пингвинов (папуанский пингвин) представлены маленькими колониями.
Кроме пингвинов на острове обитают тюлени, а из морских птиц наиболее распространены буревестники и альбатросы.
Архипелаг Крозе с 1938 года объявлен заповедником. Воды вокруг острова контролируются французскими военными и Гринписом.

## Состав архипелага
| №                | Острова                                         | Острова                                                         | Площадь (км²)   | Высота (м)      | Высочайшая вершина | Координаты                                          |
| №                | французское название                            | русское название                                                | Площадь (км²)   | Высота (м)      | Высочайшая вершина | Координаты                                          |
| Западная группа  | Западная группа                                 | Западная группа                                                 | Западная группа | Западная группа | Западная группа    | Западная группа                                     |
| ---------------- | ----------------------------------------------- | --------------------------------------------------------------- | --------------- | --------------- | ------------------ | --------------------------------------------------- |
| 1                | Île aux Cochons                                 | остров Кошон (с фр. — «Свиней»)                                 | 67              | 826             | Мон-Ришар-Фуа      | 46°06′ ю. ш. 50°14′ в. д.                           |
| 2                | Brisants de l’Héroïne или Rochers de la Meurthe | рифы Эроин (с фр. — «Героини»), или скалы Мёрт (с фр. — «Мёрт») | 0               | 5               | —                  | 46°13′ ю. ш. 50°22′ в. д.                           |
| 3                | Île des Pingouins                               | остров Пингвин (с фр. — «Гагарок»)                              | 3               | 340             | Мон-де-Маншо       | 46°27′ ю. ш. 50°23′ в. д.                           |
| 4                | Îlots des Apôtres (Grande Île et Petite Île)    | острова Апотр (с фр. — «Апостолов») (два острова)               | 2               | 289             | Мон-Пьер           | 45°58′ ю. ш. 50°27′ в. д.                           |
| Восточная группа |                                                 |                                                                 |                 |                 |                    |                                                     |
| 5                | Île de la Possession                            | остров Поссесьон (с фр. — «Владения»)                           | 150             | 934             | Пик Маскарен       | 46°24′ ю. ш. 51°46′ в. д.                           |
| 6                | Île de l’Est                                    | остров Эст (с фр. — «Восточный»), или Восточный Крозе           | 130             | 1050            | Мон-Марион-Дюфрен  | 46°26′ ю. ш. 52°18′ в. д.                           |
| Острова Крозе    | Острова Крозе                                   | Острова Крозе                                                   | 352             | 1050            | Мон-Марион-Дюфрен  | от 45°57' до 46°29’ ю. ш. от 50°10' до 52°19’ в. д. |